# Седжвик, Джози
Джози Седжвик (англ. Josie Sedgwick; 13 марта 1898 — 30 апреля 1973) — американская актриса кино. С 1914 по 1932 год снялась более чем в пятидесяти фильмах.
Сестра актёра Эдварда Седжвика и актрисы Эйлин Седжвик. Похоронена на Кладбище Святого креста (Калвер-Сити).

## Избранная фильмография
- 1918 — Приманка в цирке / Lure of the Circus
- 1919 — / The She Wolf
- 1919 — / Kingdom Come
- 1920 — / Daredevil Jack
- 1921 — / Double Adventure
- 1923 — Папочка / Daddy
- 1924 — Белый мотылек — Нинон
- 1924 — / The Sawdust Trail